# Harald Ingemann Nielsen
Harald Ingemann Nielsen (26 de outubro de 1941 – 11 de agosto de 2015) foi um jogador dinamarquês de futebol que atuou como atacante. Jogou profissionalmente pelo clube de futebol italiano Bologna FC, onde foi artilheiro do Campeonato Italiano Serie A em 1964, se consagrando campeão nacional daquela temporada pelo clube. Nielsen disputou 14 jogos com a Seleção Dinamarquesa entre 1959 e 1960, marcando 15 gols, tendo inclusive recebido o apelido de Guld-Harald (Harald de Ouro). Ele também foi um dos responsáveis pela profissionalização do futebol norueguês e de sua liga nacional.

## Carreira do clube
Nielsen nasceu em Frederikshavn, tendo começado sua carreira profissional em um clube de sua cidade natal, o Frederikshavn FI, estreando na segunda maior liga dinamarquesa em 1959. Jogando como centroavante, Nielsen terminou a temporada como artilheiro e ajudou a promover o clube para a primeira divisão.
Na primeira divisão, Nielsen estreou contra o Boldklubben Frem em março de 1960, com uma vitória de 3 a 1, sendo os três gols de da equipe marcados por ele. O campeonato terminou com o Frederikshavn em quinto lugar e Nielsen como artilheiro da liga.

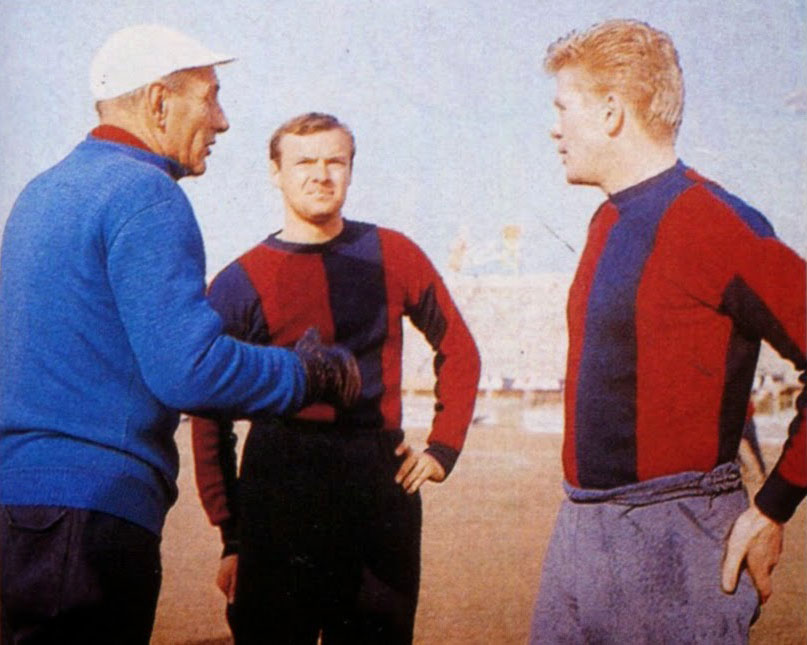
Nielsen atuando pelo Bologna no início dos anos 1960, entre o técnico Fulvio Bernardini (à esquerda) e seu companheiro de equipe Helmut Haller (à direita).

Em 1961, Harald Nielsen mudou-se para a Itália para jogar profissionalmente pelo Bologna FC. Em Bolonha, ele recebeu o apelido "il freddo danese" (o frio dinamarquês) tendo ganhado a Série A de 1963-64 e sendo o artilheiro da liga italiana em 1963 e 1964. Depois de seis temporadas atuando pelo Bologna, Harald Nielsen transferiu-se para a Internazionale de Milão em 1967, em uma transferência que o tornou o jogador mais caro do mundo na época. Nielsen não conseguiu o mesmo sucesso com o Inter como conseguiu com o Bologna, e nos anos seguintes acabou se transferindo para o Napoli em 1968 e para o Sampdoria em 1969. Ele encerrou sua carreira como jogador em 1970 após uma lesão nas costas.

## Carreira internacional
Harald Nielsen fez sua estreia pela Seleção Dinamarquesa de Futebol no dia 13 de setembro de 1959, contra a Noruega, em Oslo. Com apenas 17 anos e 322 dias de idade ele marcou um gol na vitória por 4 a 2.

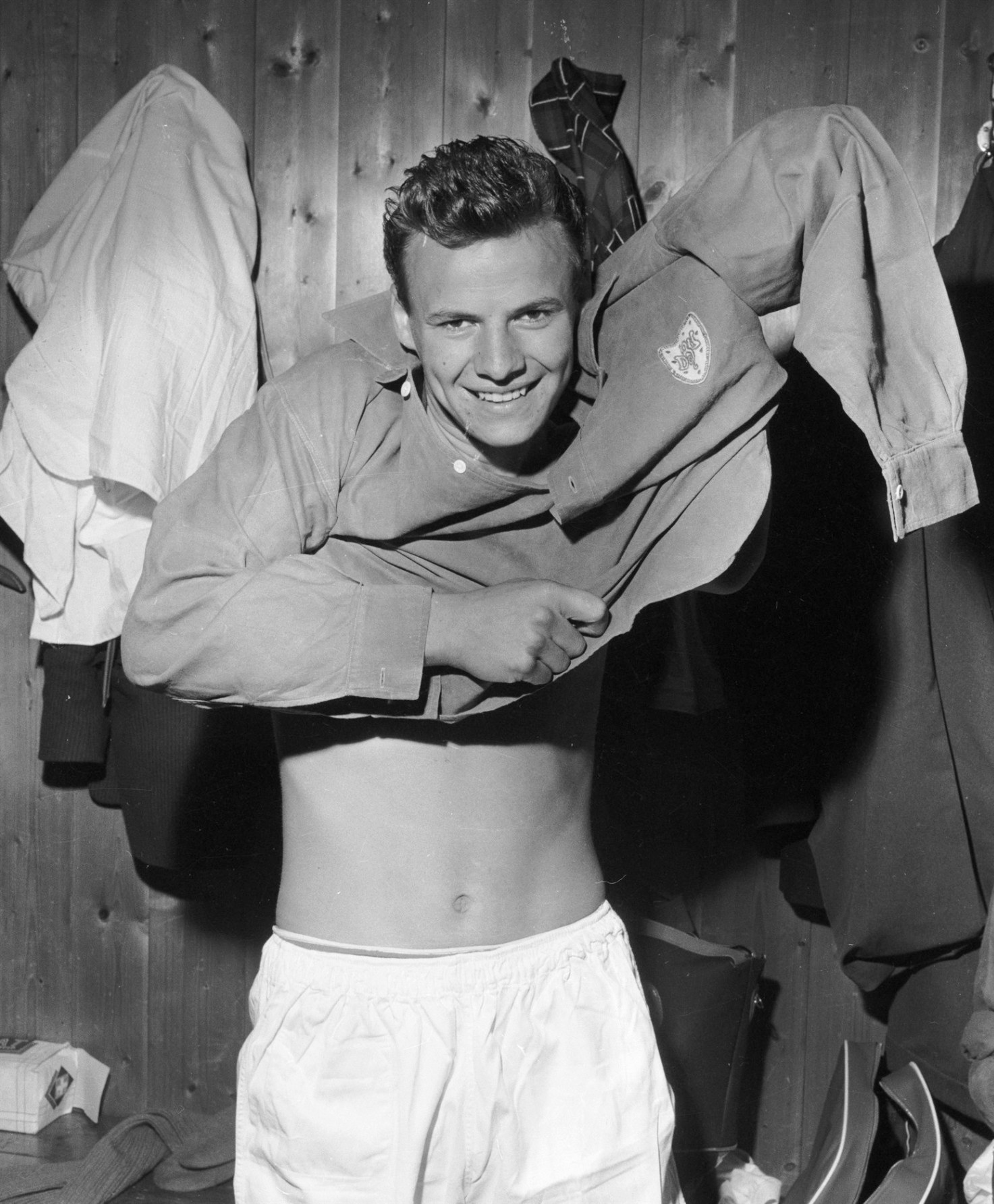
Nielsen com a camisa da seleção dinamarquesa, c. 1964.

No verão de 1960, ele representou a Dinamarca no Torneio de Futebol dos Jogos Olímpicos de Verão de 1960 em Roma . A Dinamarca ganhou a medalha de prata da competição e Nielsen foi artilheiro do torneio com 6 gols.
Seu nome ficou conhecido internacionalmente ficando mais evidente em 10 de maio de 1960, quando marcou dois gols em um jogo do Copenhagen XI contra a Seleção Brasileira campeã mundial de 1958, que contava com Pelé que dois anos antes tinha feitos sua estreia. Apesar de boas atuações Nielsen foi banido da Seleção Dinamarquesa de Futebol aos 19 anos quando ingressou no Bologna, pois até 1971, um ano depois de sua aposentadoria,  a Federação Dinamarquesa de Futebol não permitia que jogadores profissionais representassem a seleção dinamarquesa. 

## Vida pessoal

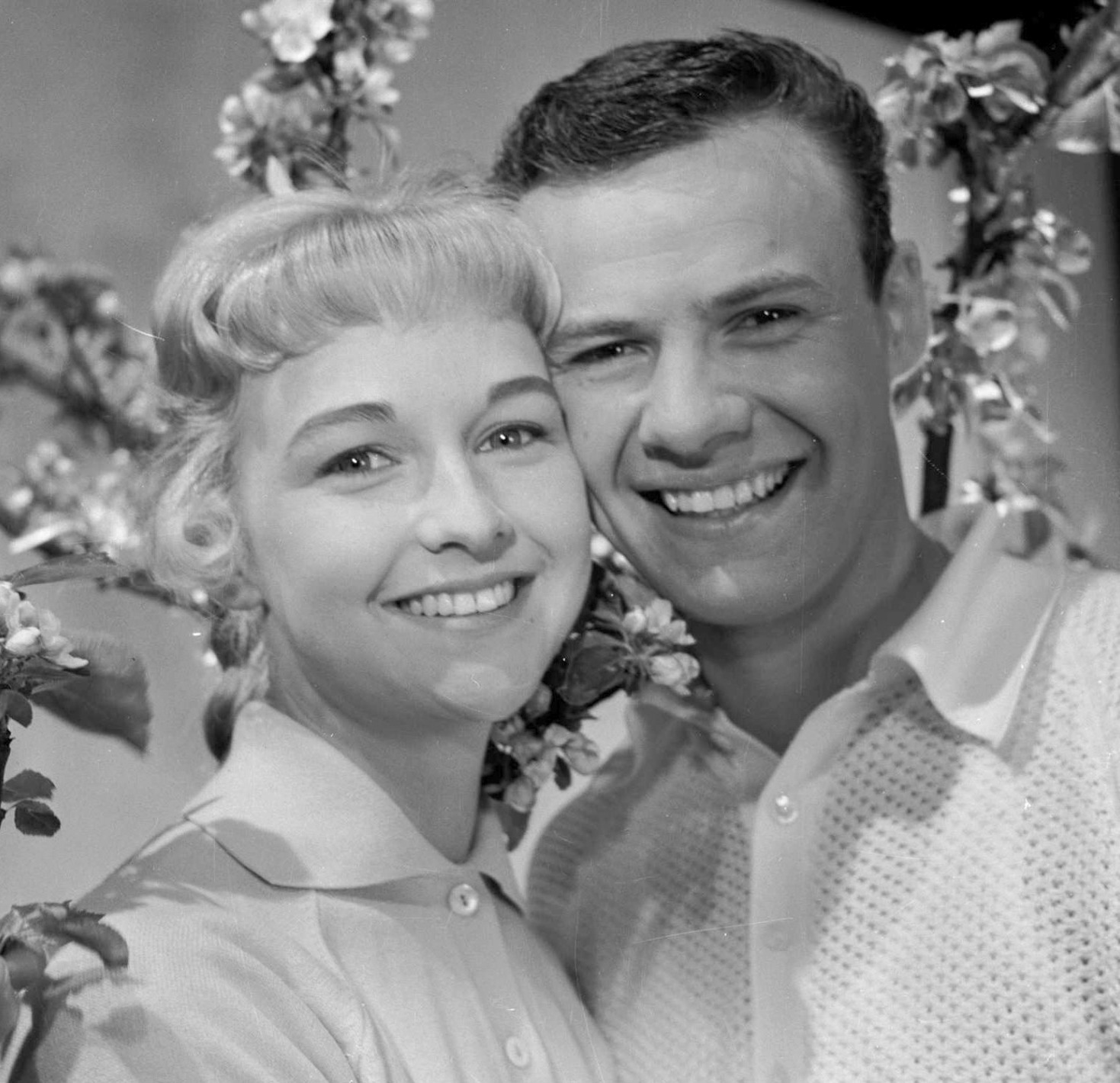
Rudi Hansen e Harald Nielsen, c. 1961.

Nielsen foi um empresário prolífico . Logo após encerrar a carreira, ele abriu um escritório de importação de couro italiano para a Escandinávia junto com sua esposa, a ex-atriz Rudi Nielsen. Nielsen e Hansen se conheceram no set de Far til fire med fuld musik em 1961 e se casando em 1963.
Na década de 1970, Nielsen atuou e trabalhou pela profissionalização do futebol na Dinamarca. Em 1977, ele e mais tarde o Ministro da Ciência da Dinamarca, Helge Sander, planejaram fundar uma liga de futebol profissional dinamarquesa. Como consequência desses trabalhos, a Federação Dinamarquesa de Futebol finalmente permitiu o futebol profissional na Dinamarca a partir de 1978.
Ele morreu dia 11 de agosto de 2015.

## Estatísticas por clubes italianos
| Temporada | Equipe         | Liga    | Partidas | Gols |
| --------- | -------------- | ------- | -------- | ---- |
| 1961–62   | Bolonha        | série A | 16       | 8    |
| 1962–63   | Bolonha        | série A | 29       | 19   |
| 1963–64   | Bolonha        | série A | 31       | 21   |
| 1964–65   | Bolonha        | série A | 31       | 13   |
| 1965–66   | Bolonha        | série A | 29       | 12   |
| 1966–67   | Bolonha        | série A | 21       | 8    |
| 1967–68   | Internazionale | série A | 8        | 2    |
| 1968–69   | Napoli         | série A | 10       | 2    |
| 1969–70   | Sampdoria      | série A | 4        | 0    |

## Honrarias

### Clube
Bologna
- Copa Mitropa  (Coupe Centrale D'Europe): 1961–62; 1962-63 (vice-campeão)
- Campeonato Italiano - Série A i : 1963-64

### Internacional
Seleção da Dinamarca
- Medalha de prata olímpica : Roma 1960

### Individual
- Fundo Årets (Mais Antigo Prêmio Esportivo Dinamarquês ): 1959
- Campeonato Dinamarquês - Artilheiro do Torneio: 1960 (19 gols)
- Artilheiro do Torneio Olímpico de Futebol: Roma 1960 (6 gols)
- Primeiro jogador dinamarquês do ano : 1961
- Artilheiro da Copa Mitropa no torneio: 1961–62, 1962–63
- Caltex Sportsman Dell'Anno: 1963–64 no YouTube
- Serie A - Capocannoniere (Artilheiro do torneio): 1962–63 (21 gols), 1963–64 (19 gols)
- Cavalheiro da Ordem de Mérito da República Italiana : 1992
- Sportens Ridderkors: 2002
- Nettuno d'oro : 2004
- Presidente honorário da Rebild National Park Society: 2007
- Primeiro membro honorário do FC Copenhagen : 2007
- Hall da Fama do Futebol Dinamarquês: 2010
- Protektor FC Copenhagen Legends Club: 2014

## Filmes
- Far til fire med fuld musik, Dinamarca, 1961